# Disolfuro di idrogeno
Il disolfuro di idrogeno è un composto inorganico con formula H2S2. Questo calcogenuro dell'idrogeno è un liquido volatile giallo pallido con un odore simile alla canfora. Si decompone facilmente in idrogeno solforato (H2S) e zolfo elementare.

## Struttura
La struttura del disolfuro di idrogeno è simile a quella del perossido di idrogeno (H2O2), con simmetria del gruppo di punti C2. Entrambe le molecole sono nettamente non planari. L'angolo diedro è 90,6°, rispetto a 111,5° in H2O2. L'angolo di legame H−S−S è di 92°, che tende ad assumere valori prossimi a 90° per lo zolfo bivalente non ibridato.

## Sintesi e reazioni
Il disolfuro di idrogeno può essere sintetizzato dissolvendo i polisolfuri di metalli alcalini o di metalli alcalino terrosi in acqua. Quando la soluzione viene miscelata con acido cloridrico concentrato a -15 °C, un olio giallo costituito da una miscela di polisolfani (H2Sn) si raccoglierà sotto lo strato acquoso. La distillazione frazionata di questo olio fornisce acido solfidrico separato da qualsiasi altro polisolfuro (principalmente trisolfuro).
In condizioni ambientali standard, il disolfuro di idrogeno si decompone facilmente in solfuro di idrogeno e zolfo. Nella chimica dell'organosulfuro, il disolfuro di idrogeno si aggiunge agli alcheni per dare disolfuri e tioli.

## Tunneling quantistico e sua soppressione nel disolfuro di deuterio
La forma deuterata dell'idrogeno disolfuro (DSSD), ha una geometria simile a quella dell’HSSH, ma il suo tempo di tunneling è più lento, il che lo rende un comodo banco di prova per l'effetto Zeno quantistico, in cui l'osservazione frequente di un sistema quantistico sopprime la sua normale evoluzione. Alcuni studiosi hanno calcolato che mentre una molecola DSSD isolata oscillerebbe spontaneamente tra le forme chirali sinistra e destra con un periodo di 5,6 millisecondi, la presenza di una piccola quantità di gas elio inerte dovrebbe stabilizzare gli stati chirali, le collisioni del atomi di elio in effetti "osservano" la chiralità momentanea della molecola e quindi sopprimono l'evoluzione spontanea all'altro stato chirale.

## Effetti sulla salute
Il disolfuro di idrogeno è stato descritto come "avente un odore grave e irritante" simile alla canfora o al dicloruro di zolfo (SCl2), che provoca "lacrime e una sensazione di bruciore nelle narici". Se è presente in alte concentrazioni, può causare vertigini, disorientamento e infine perdita di coscienza.